# Сім Сок Хі
Сім Сок Хі (кор. 심석희; нар. 30 січня 1997, Каннин, Південна Корея) — південнокорейська ковзанярка, спеціалістка зі шорт-треку. Срібна призерка зимових Олімпійських ігор 2014 року на дистанції 1500 м.